# Gilbert du Motier de La Fayette
Marie-Joseph Paul Yves Roch Gilbert du Motier (6 tháng 9 năm 1757 – 20 tháng 5 năm 1834), thường được gọi Hầu tước La Fayette, là một quân nhân, nhà quý tộc người Pháp từng tham gia Cách mạng Hoa Kỳ với hàm trung tướng và là chỉ huy lực lượng Vệ binh quốc gia trong thời kỳ Cách mạng Pháp.
Tới Hoa Kỳ năm 1777 khi nước Pháp còn chưa tham dự vào cuộc chiến, La Fayette phục vụ trong Quân đội Lục địa dưới quyền George Washington. Trận Brandywine, trận đánh đầu tiên La Fayette tham gia, tuy bị thương nhưng ông vẫn chỉ huy thành công cuộc rút quân. Sau khi góp phần vào chiến thắng Monmouth, La Fayette tới Boston dàn xếp cuộc nổi loạn của những cư dân thành phố. Trở về Paris năm 1779, ông thuyết phục triều đình Pháp ủng hộ mạnh mẽ hơn cho Hoa Kỳ. Năm 1780, La Fayette – biểu tượng của mối quan hệ Pháp–Hoa Kỳ – quay lại với cuộc chiến. Tại Yorktown, ông ghìm chân tướng Charles Cornwallis trong khi Washington và Jean-Baptiste Donatien de Vimeur chuẩn bị cho trận đánh quyết định kết thúc chiến tranh.
Trở về nước Pháp, La Fayette tham dự Hội nghị các đẳng cấp vào tháng 5 năm 1789. Ông tham gia soạn thảo bản Tuyên ngôn Nhân quyền và Dân quyền cùng với Abbé Sieyès (có tham khảo ý kiến của Thomas Jefferson) và tham gia Hạ viện với vai trò Phó chủ tịch. Trong suốt thời kỳ Cách mạng Pháp, trên vị trí Tổng tư lệnh của Vệ binh quốc gia, La Fayette cố gắng duy trì trật tự và cuối cùng lâm vào thế đối đầu với phái Jacobin. Những hành động bảo vệ nhà vua cùng hoàng gia khiến ông bị kết tội vào tháng 8 năm 1792, thời điểm mà phái cực đoan quá lớn mạnh. La Fayette quyết định bỏ trốn sang Mỹ nhưng bị quân Áo bắt tại Hà Lan. Sau 5 năm giam giữ, ông được trả tự do và đến năm 1799 quay trở về Pháp. Năm 1830, trong cuộc Cách mạng tháng Bảy, một lần nữa, La Fayette lại giữ vai trò chỉ huy Vệ binh quốc gia và bằng sự ủng hộ của mình góp phần đưa Louis-Philippe I lên ngôi.
Do những đóng góp và vai trò trong ba cuộc cách mạng, La Fayette được vinh danh ở Pháp và cả Hoa Kỳ, nơi rất nhiều thành phố, thị trấn mang tên La Fayette.

## Xuất thân
La Fayette sinh tại lâu đài Chavaniac, gần Le Puy-en-Velay, thuộc tỉnh Haute-Loire, với tên đầy đủ Marie-Joseph Paul Yves Roch Gilbert du Motier. Dòng họ La Fayette có nguồn gốc ở Aix-la-Fayette, thuộc Puy-de-Dôme, được biết tới từ thế kỷ 11 với nhiều người theo binh nghiệp. Trong thời kỳ Chiến tranh Trăm năm, Thống chế Pháp Gilbert de La Fayette III là bạn đồng ngũ của Jeanne d'Arc khi Jeanne chiến đấu ở Orléans. Theo giai thoại, một người khác trong họ La Fayette từng giành được mão gai của Chúa Giê-su khi tham gia cuộc Thập tự chinh thứ 6. Jacques-Roch, người chú của La Fayette, mất trong cuộc chiến tranh với người Áo, để lại tước hiệu Hầu tước cho Michel Louis Christophe Roch Gilbert Paulette du Motier, cha của La Fayette.
Michel Louis Christophe Roch Gilbert Paulette du Motier tham gia cuộc Chiến tranh Bảy năm với hàm đại tá. Ông mất ngày 1 tháng 8 năm 1759 ở tuổi 26, trong trận Minden do đạn pháo của Quân đội Anh. Marie Louise Jolie de La Rivière, mẹ của La Fayette, mất ngày 3 tháng 4 năm 1770 ở tuổi 33. Vài tuần sau, 24 tháng 4 năm 1770, người ông ngoại, Hầu tước La Rivière, cũng qua đời để lại toàn bộ tài sản cho người cháu ngoại. Sau cái chết của một người chú khác, La Fayette còn được thừa kế một lợi tức 120.000 livre một năm. Khi 13 tuổi, La Fayette trở thành đứa trẻ mồ côi và được bà nội là Madamme de Chavaniac nuôi dưỡng.

## Học vấn và hôn nhân

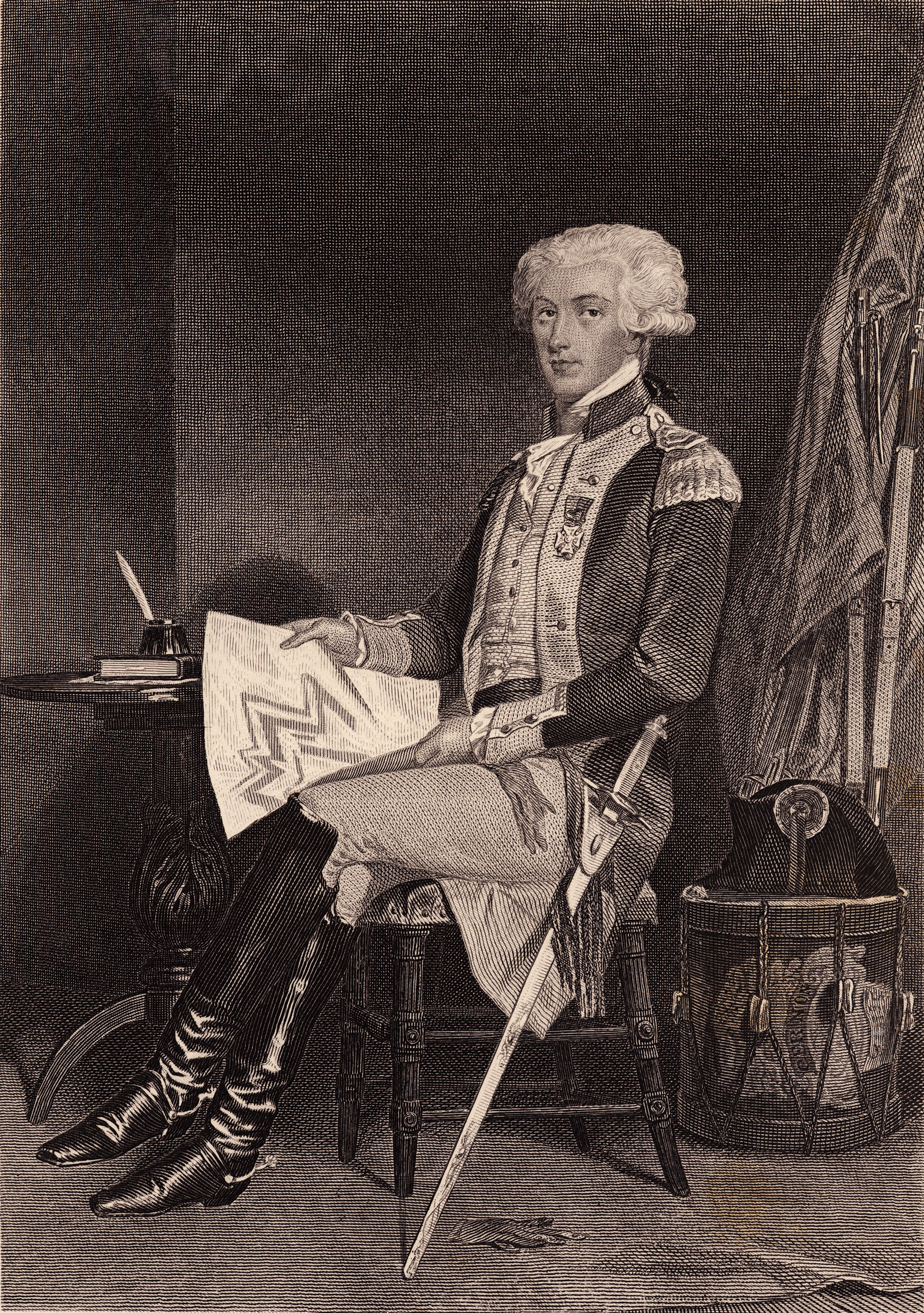
Một chân dung La Fayette thời trẻ

Thời thơ ấu, La Fayette được một người cô dạy dỗ và được giáo dục bởi hai linh mục, trong đó có tu viện trưởng Fayon, cha xứ của Saint-Roch de Chavaniac. Qua những tác phẩm của Plutarch, Titus Livius và Tacitus, cậu bé có những hiểu biết đầu tiên về nền Cộng hòa La Mã. Năm 1768, theo ý muốn của ông nội, La Fayette tới Cung điện Luxembourg ở Paris, gia nhập giới quý tộc. Tuổi 11, La Fayette vào học tại Collège du Plessis, tức Trung học Louis-le-Grand về sau. Trong ngôi trường dành cho giới quý tộc với giáo dục thiên về tiếng Latin, tiếng Hy Lạp và nền văn minh La Mã, La Fayette bắt đầu thể hiện những khuynh hướng tự do đầu tiên. Sau khi kết thúc ở Collège du Plessis, La Fayette theo học quân sự tại Học viện Versailles và gia nhập Ngự lâm quân ngày 9 tháng 4 năm 1771 với hàm thiếu úy.
Qua một cuộc gặp gỡ sắp đặt, vị hầu tước trẻ La Fayette làm quen với Marie Adrienne Francoise de Noailles, con gái của Jean-Paul-François, Công tước thứ năm của Noailles. Cả hai cùng bị cuốn hút, bí mật hứa hôn và chỉ công bố sau khi La Fayette hoàn thành con đường học vấn. Hôn lễ tổ chức ngày 11 tháng 4 năm 1774. La Fayette được người cha vợ, vốn là một nhà hóa học nổi tiếng, dùng ảnh hưởng để bổ nhiệm ông vào cấp bậc đại úy, chỉ huy một đại đội long kỵ binh ở Noailles.

## Rời nước Pháp
Năm 1775, khi tới Metz trong một cuộc tập huấn thường niên của đơn vị, La Fayette gặp Charles-François, Bá tước xứ Broglie, người chỉ huy Quân đội Miền đông, và là người quan tâm đến Cách mạng Hoa Kỳ. Bá tước Broglie mời viên sĩ quan trẻ La Fayette gia nhập Hội Tam Điểm. Khi Công tước Gloucester – em trai vua George III của Anh và là một người chỉ trích chính sách thuộc địa – đi qua vùng này, ông có một buổi ăn tối cùng Bá tước Broglie và La Fayette. Hồi ký của La Fayette có ghi lại về buổi gặp gỡ này: "Khi tôi lần đầu tiên biết về cuộc tranh chấp, trái tim tôi như đã bị chinh phục và tôi chỉ nghĩ tới việc đứng dưới lá cờ cách mạng". Mùa thu, La Fayette quay trở lại Paris, tham dự các cuộc tranh luận về quan hệ của nước Pháp với cuộc cách mạng tại Hoa Kỳ. Trong những buổi thảo luận này, tu viện trưởng Guillaume Raynal thường nhấn mạnh tới quyền con người, đồng thời cũng chỉ trích giới quý tộc, tăng lữ và chế độ nô lệ. Khi bị triều đình cấm diễn thuyết, Guillaume Raynal vẫn kín đáo bày tỏ quan điểm của mình trong Hội Tam Điểm, tổ chức mà La Fayette đã là một thành viên.
Ngày 7 tháng 12 năm 1776, qua Silas Deane, một đại diện của Mỹ tại Paris, La Fayette thu xếp cho việc gia nhập Quân đội Hoa Kỳ của mình với cấp tướng. Khi được biết, cha vợ của La Fayette không tán thành và bổ nhiệm La Fayette tới một chức vụ ở Anh. Thế nhưng quãng thời gian ở Anh cũng mau chóng kết thúc sau một lần La Fayette từ chối nâng cốc chúc mừng vua George III. Năm 1777, nhờ sự thuyết phục của Bộ trưởng Bộ ngoại giao Charles Gravier, Chính phủ Pháp quyết định tài trợ cho Quân đội Hoa Kỳ một triệu livre. Bá tước Broglie gặp Johann de Kalb, một sĩ quan người Đức ủng hộ Mỹ. Sau buổi nói chuyện về hoàn cảnh của nước Mỹ khi ấy, Bá tước Broglie đề xuất với Charles Gravier kế hoạch hỗ trợ cho phe cách mạng ở Hoa Kỳ và giới thiệu La Fayette với Johann de Kalb.
Trở lại Paris, được biết Quốc hội Lục địa - tức Quốc hội cách mạng Hoa Kỳ - không thể chi trả cho chuyến đi của mình, La Fayette tự bỏ tiền mua con tàu La Victoire. Vua Louis XVI, biết được kế hoạch của La Fayette qua tình báo của Anh, ra lệnh La Fayette phải tới nhập trung đoàn của người cha vợ, khi đó đang ở Marseille, chống lại lệnh cũng đồng nghĩa với việc ông sẽ bị bắt và giam giữ. Theo đề nghị của Đại sứ Anh, con tàu La Victoire đang đóng ở xưởng Bordeaux bị tịch thu và La Fayette cũng bị đe dọa bắt giữ. Để trốn tránh, La Fayette cải trang thành một người đưa thư và tới Tây Ban Nha. Ngày 20 tháng 4 năm 1777, cùng 11 người khác, La Fayette xuống tàu đi Mỹ, bỏ lại người vợ khi đó đang mang thai. Viên thuyền trưởng con tàu định dừng chân ở quần đảo Tây Ấn (tức Caribbean) để bán số hàng hóa mà họ chở theo, nhưng La Fayette lo sợ bị bắt giữ, đã mua toàn bộ số hàng để tránh việc tàu phải dừng lại. Họ cuối cùng cập bến Đảo Bắc gần Georgetown, Nam Carolina vào ngày 13 tháng 6 năm 1777.

## Cách mạng Hoa Kỳ

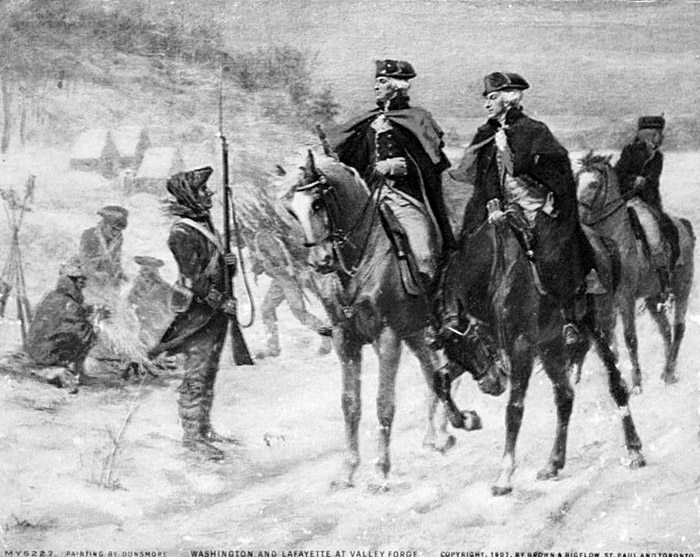
La Fayette và Washington ở Valley Forge

Khi đặt chân tới Mỹ, La Fayette gặp Thiếu tá Benjamin Huger đầu tiên và ở lại hai tuần trước khi họ cùng đến Philadelphia. Sau cuộc hành trình 32 ngày, họ tiếp tục phải đợi 4 ngày cho tới khi Quốc hội Lục địa tuyên bố vào ngày 31 tháng 7 năm 1777: "Xem xét lòng nhiệt huyết và xuất thân, chấp nhận La Fayette phục vụ trong Quân đội Hoa Kỳ với hàm thiếu tướng". Mặc dù vậy, vị "tướng" trẻ không được giao chỉ huy một đơn vị nào và điều này khiến La Fayette đã nghĩ tới việc quay về châu Âu. Tuy nhiên, Benjamin Franklin – khi đó đang ở Paris – gửi cho George Washington một lá thư, thỉnh cầu chấp nhận La Fayette làm sĩ quan phụ tá với hy vọng sẽ nhận được sự trợ giúp nhiều hơn từ nước Pháp.
La Fayette gặp Washington ngày 10 tháng 8 năm 1777 tại tổng hành dinh Moland. Khi nhận thấy Washington tỏ ý khó chịu vì phải dẫn mình thăm doanh trại, La Fayette trả lời: "Tôi tới đây để học, chứ không phải để dạy". La Fayette trở thành một thành viên trong bộ tham mưu của Washington mặc dù địa vị mơ hồ. Quốc hội xem nhiệm vụ của La Fayette chỉ mang tính danh dự, trong khi ông tự coi mình như một chỉ huy thực thụ, người có thể ra lệnh cho một sư đoàn. Phân giải điều này, Washington nói vì là người ngoại quốc, La Fayette không thể chỉ huy một sư đoàn, tuy nhiên ông vui vẻ và tin tưởng La Fayette như "một người bạn và một người cha". Washington và La Fayette, cả hai người, xem đây như một "cuộc đối thoại vĩ đại".

### Brandywine và Albany

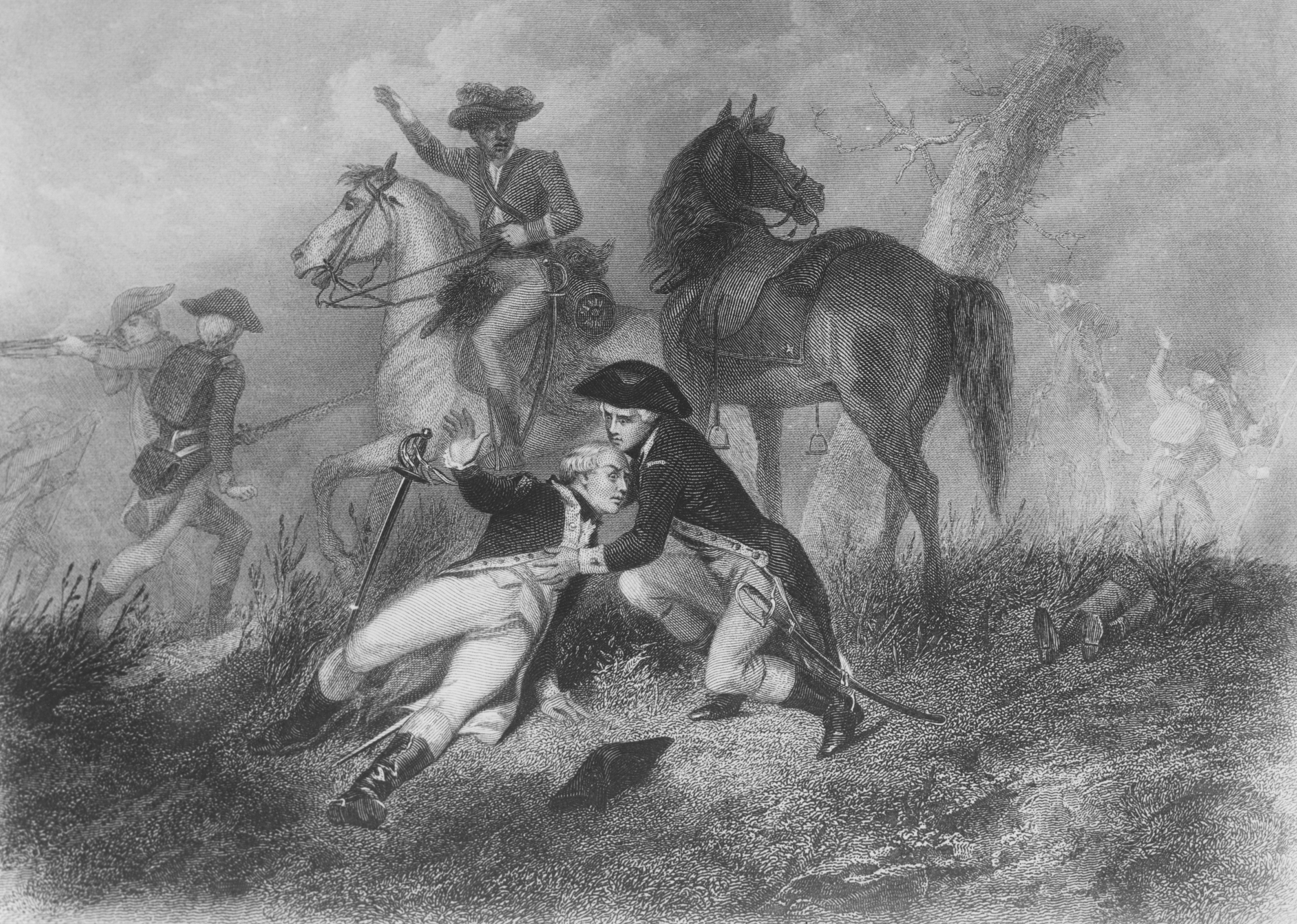
La Fayette bị thương ở trận Brandywine

Trận đánh đầu tiên La Fayette tham gia chính là thất bại của Quân đội Mỹ tại Brandywine ngày 11 tháng 9 năm 1777. Sau khi bị quân Anh tấn công thọc sườn, Washington chấp nhận đề nghị của La Fayette, hợp nhất cùng tướng John Sullivan. La Fayette tới cùng lữ đoàn trưởng Thomas Conway với cố gắng tập hợp lực lượng để chống trả. Trong cuộc đối đầu với Quân đội Anh và quân đánh thuê xứ Hesse có quân số vượt trội, La Fayette bị một vết thương ở chân. Mặc dù vậy, trước khi được chữa trị, ông đã thành công trong việc chỉ huy cuộc rút quân có trật tự. Sau trận đánh, George Washington viết thư gửi Quốc hội ngày 1 tháng 11, trong đó Washington nhận xét La Fayette: "dũng cảm và đầy nhuệ khí chiến đấu", tiến cử La Fayette chỉ huy một sư đoàn.
Sau hai tháng nghỉ dưỡng, La Fayette trở lại chiến trường, trợ giúp tướng Nathanael Greene tiến hành trinh sát các vị trí của quân Anh tại New Jersey. Chỉ với 300 quân, ông đánh bại một đạo quân Hesse đông gấp bội ở Gloucester ngày 24 tháng 11 năm 1777. Trở lại trại Valley Forge để trú đông, La Fayette nhận được yêu cầu từ Bộ chỉ huy của Horatio Gates yêu cầu ông chuẩn bị một cuộc tấn công Canada từ Albany, New York. Horatio Gates, sau chiến thắng lừng lẫy trong trận Saratoga, có ý định loại Washington khỏi ban chỉ huy và việc tách rời Washington và La Fayette là một phần trong kế hoạch này. Trước khi khởi hành, La Fayette cảnh báo cho Washington về mối nghi ngờ của mình.
Tới Albany, La Fayette nhận thấy mình có quá ít quân để tiến hành cuộc tấn công Canada. Ông viết thư thông báo tình hình cho Washington và lên kế hoạch quay về Valley Forge. Cũng ở Albany, La Fayette thuyết phục được bộ tộc người da đỏ Oneida, những người xem La Fayette như Kayewla (một kỵ binh đáng sợ), chuyển sang liên minh với quân Mỹ. Việc La Fayette trở về đã phá vỡ kế hoạch của Horatio Gates nhằm thâu tóm quyền kiểm soát quân đội. Cùng thời gian đó, khoảng tháng 3 năm 1778, các hiệp ước giữa Pháp và Hoa Kỳ được công bố, Pháp chính thức công nhận nền độc lập của Hoa Kỳ.

### Barren Hill, Monmouth và Rhode Island
Sau khi nước Pháp tham dự cuộc chiến, người Mỹ chờ đợi phản ứng từ phía Anh. Ngày 18 tháng 5 năm 1778, Washington cử La Fayette cùng 2.200 quân tới trinh sát gần Barren Hill, Pennsylvania. Ngày hôm sau, khi người Anh được biết La Fayette đang đóng quân gần đó, họ lập tức cử 5.000 lính tới bắt vị tướng người Pháp – biểu tượng cho mối quan hệ Pháp–Hoa Kỳ. Ngày 20 tháng 5, Tướng William Howe mang thêm 6.000 quân, tấn công La Fayette từ sườn trái. Cánh trái bị đánh tan, La Fayette nhanh chóng tổ chức rút quân trong khi quân Anh vẫn đang do dự. Sau khi không thành công trong việc bắt giữ La Fayette, quân Anh hành quân lên phía Bắc, từ Philadelphia về New York. La Fayette và số quân còn lại nhập với Quân đội Lục địa, bám theo và đánh thắng quân Anh tại Monmouth ngày 28 tháng 6 năm 1778.
Đô đốc Charles Henri d'Estaing cùng hạm đội Hải quân Pháp tới Hoa Kỳ ngày 8 tháng 7 năm 1778. Cùng Washington, d'Estaing lên kế hoạch tấn công Newport, Rhode Island. La Fayette và tướng Greene được cử đi cùng 3.000 quân tham dự trận đánh này. Ông muốn được chỉ huy một đội quân hỗn hợp Pháp–Hoa Kỳ nhưng không được chấp thuận. Ngày 9 tháng 8, lực lượng Hoa Kỳ tấn công quân đội Anh mà không tham vấn Đô đốc d'Estaing trước. Tiếp đó Đô đốc d'Estaing đụng độ với Tướng Howe, và tuy phân tán được hạm đội của Anh, nhưng các chiến thuyền Pháp lại bị một cơn bão làm hư hại.
Hạm đội Hải quân Pháp phải hướng về phía bắc, đến Boston để sửa chữa. Nhưng khi tới nơi, dân chúng Boston nổi loạn vì họ xem việc quân Pháp rời Newport là hành động đào ngũ. John Hancock và La Fayette được lệnh tới Boston để dàn xếp cuộc rối loạn, rồi La Fayette quay về Newport để chuẩn bị cho cuộc lui quân, đã trở nên cấp thiết vì việc hạm đội Pháp rời khỏi đây. Sau sự kiện này, Quốc hội Thuộc địa ghi nhận về La Fayette: "dũng cảm, khéo léo và cẩn trọng". Nhận thấy cuộc nổi loạn ở Boston có thể làm tổn hại mối quan hệ Pháp–Hoa Kỳ, La Fayette thỉnh cầu và được chấp thuận quay về Pháp.

### Trở lại nước Pháp
Tháng 2 năm 1779, La Fayette trở về Paris. Vì đã chống lệnh nhà vua để tới Hoa Kỳ, ông bị bắt và chịu giam lỏng tại nhà trong hai tuần. Mặc dù vậy, sự trở về của La Fayette vẫn mang hào quang của chiến thắng. Người cháu của Benjamin Franklin, được Quốc hội Lục địa ủy thác, tới gặp và trao tặng La Fayette một thanh kiếm khảm vàng trị giá tới 4.800 livre; vua Louis XVI cũng cho gọi La Fayette vào diện kiến và tỏ ra hài lòng với đề xuất về kế hoạch tấn công người Anh của ông. Được nhà vua cho phục hồi chức vụ cũ trong long kỵ binh, La Fayette sử dụng vị trí của mình để vận động Pháp can thiệp và viện trợ nhiều hơn cho Hoa Kỳ. Cùng với Benjamin Franklin, La Fayette xin được thêm 6.000 lính dưới sự chỉ huy của tướng Jean Baptiste de Rochambeau.
Tháng 12 năm 1779, La Fayette có con đầu lòng, Georges Washington de La Fayette. Sau khi có con, ông tiếp tục thúc giục người Pháp cam kết hỗ trợ cuộc chiến tranh cách mạng Hoa Kỳ. Ông ra lệnh chuẩn bị quân phục mới và trang bị cho cuộc xuất phát của hạm đội. Tháng 3 năm 1780, ông chia tay Adrienne xuống tàu Hermione đi Mỹ. Trước khi khởi hành, ông và binh sĩ quân đội Pháp được biết họ sẽ chiến đấu dưới sự chỉ huy của phía Hoa Kỳ, với Washington nắm quyền điều động cho các chiến dịch quân sự.

### Trận Green Spring và vây hãm Yorktown

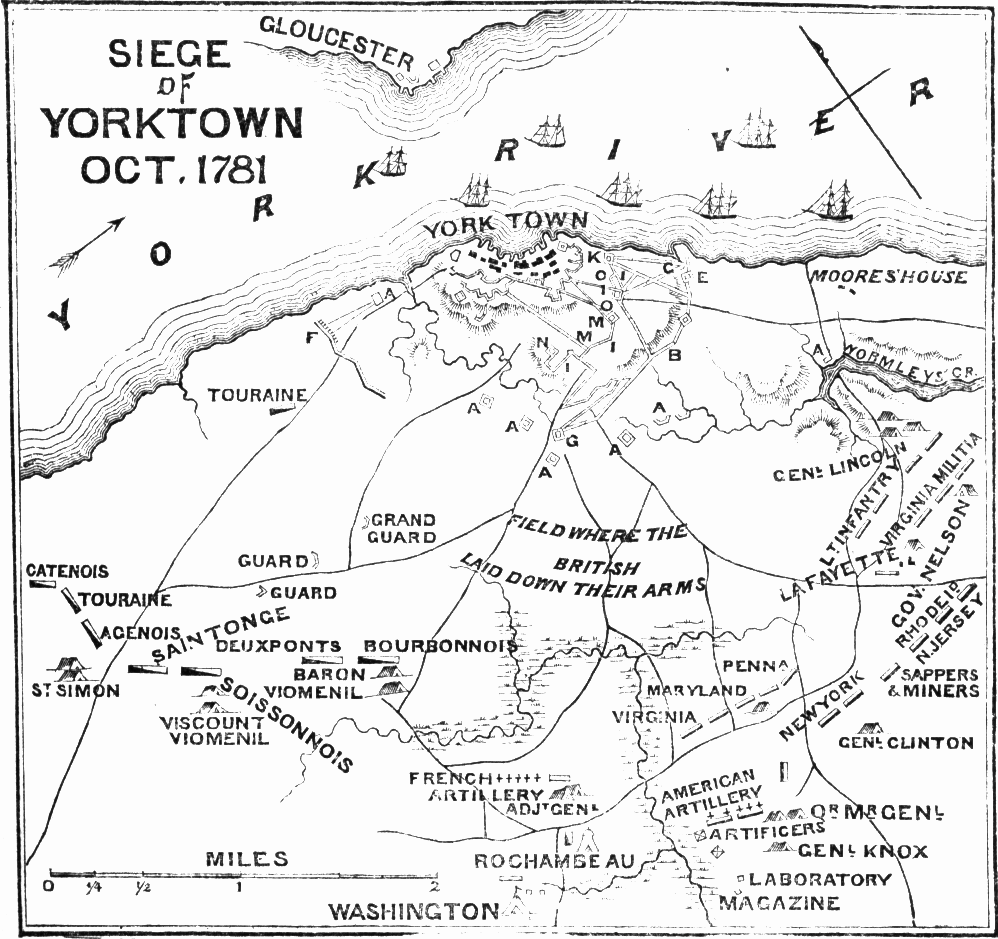
Bản đồ trận Yorktown

Quay lại cuộc chiến vào tháng 5 năm 1781, La Fayette được gửi tới Virginia đối đầu với Tướng Benedict Arnold – người vừa mới đào ngũ – và thay thế cho Nam tước Von Steuben. Tại Richmond, La Fayette tiếp tục lẩn tránh các nỗ lực của Charles Cornwallis nhằm truy bắt mình. Tháng 6, Cornwallis nhận được lệnh từ Luân Đôn, tới vịnh Chesapeake giám sát việc xây dựng cảng và chuẩn bị cho cuộc tấn công vào Philadelphia. Ngay khi quân Anh vừa rút đi, La Fayette liền bám theo như một cách biểu dương lực lượng, nhằm lên tinh thần cho các tân binh của mình. Cũng tháng 6, khi lực lượng của Tướng Anthony Wayne hội binh cùng với đội quân của La Fayette, nhiều binh lính của cả hai đạo quân đào ngũ. Anthony Wayne cho xử tử 6 người để làm gương, ngược lại, La Fayette cho phép binh lính của mình rời ngũ với lý do mối nguy hiểm mà họ phải đối mặt quá lớn. Nhưng chính vì hành động này của La Fayette mà tất cả binh lính của ông đều ở lại.
Ngày 4 tháng 7, quân Anh rút khỏi trại Williamsburg và chuẩn bị vượt sông James. Cornwallis cử đội quân tiên phong vượt sông trước với mục đích tạo cái bẫy nhử La Fayette. La Fayette chỉ thị Wayne tấn công vào ngày 6 tháng 7 với 800 quân. Phải đối đầu với quân Anh đông gấp bội, thay vì rút chạy, Wayne chỉ huy quân lắp lưỡi lê xung phong để cầm chân quân Anh, giúp La Fayette có thời gian rút lui. Quân Anh không truy kích, và chiến thắng thuộc về họ, nhưng tinh thần quân Mỹ lại lên cao vì được khích lệ bởi sự quả cảm mà họ thể hiện trong trận đánh.
Tháng 8, Cornwallis đã củng cố vị thế của quân Anh tại Yorktown, còn La Fayette tới đóng ở Malvern Hill, và như vậy đã đặt quân Anh vào thế bị kẹt giữa hai gọng kìm khi hạm đội Pháp tới. Ngày 13 tháng 9 năm 1781, lực lượng của Washington đến hội quân cùng La Fayette. Ngày 28, cùng với việc hạm đội Hải quân Pháp phong tỏa quân Anh, hai cánh quân này tấn công quân Anh, mở đầu cho cuộc vây hãm Yorktown. Phân đội của La Fayette lập thành mũi tận cùng của sườn bên phải quân Mỹ, rồi với 400 quân tiến công đánh chiếm chiến lũy số 10 sau một trận giáp lá cà kịch liệt. Sau khi cuộc phản công thất bại, ngày 19 tháng 10, Cornwallis buộc phải đầu hàng. Cuộc vây hãm Yorktown là trận đánh lớn cuối cùng trong Chiến tranh giành độc lập Hoa Kỳ, buộc Chính phủ Anh ngồi vào bàn thương thuyết nhằm kết thúc cuộc chiến.

## Sau Cách mạng Hoa Kỳ

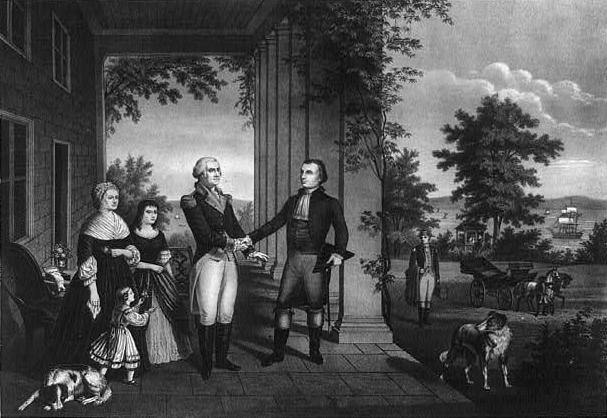
La Fayette và Washington ở Mount Vernon năm 1784

La Fayette trở lại nước Pháp ngày 18 tháng 1 năm 1781 và được chào đón như một người anh hùng. Năm 1782, khi con gái ông ra đời, La Fayette đặt tên con là Marie-Antoinette Virginie, theo đề nghị của Thomas Jefferson. Ông được phong cấp chỉ huy trưởng chiến dịch (Maréchal de camp, tương đương thiếu tướng) và chuẩn bị cho cuộc viễn chinh của liên quân Pháp và Tây Ban Nha tới vùng Tây Ấn chống lại Anh. Nhưng Hiệp ước Paris ký giữa Anh và Hoa Kỳ ngày 20 tháng 1 năm 1783 khiến cuộc viễn chinh này trở nên không cần thiết. Cùng với Thomas Jefferson, La Fayette thúc đẩy buôn bán thương mại giữa Pháp và Hoa Kỳ.
Ngày 17 tháng 8 năm 1784, nhận lời mời của Washington, La Fayette tới Hoa Kỳ và thăm Mount Vernon. Trong chuyến đi này, ông đã phát biểu trước cơ quan lập pháp của Pennsylvania và ủng hộ hình thức nhà nước liên bang. La Fayette cũng đến thăm Mohawk Valley tại tiểu bang New York, gặp gỡ các thổ dân bộ tộc Iroquois khi họ tiến hành các cuộc thương thuyết hòa bình. Đại học Harvard cũng trao tặng cho La Fayette học vị tiến sĩ danh dự.
La Fayette hình thành nhãn quan của mình về chế độ nô lệ khi ông còn ở Hoa Kỳ, mà sau này ông đem áp dụng tại Pháp. Ban đầu ông coi nô lệ là tài sản nhưng sau khi gặp người nô lệ da đen James Armistead (một người hoạt động gián điệp cho cách mạng Hoa Kỳ và đóng vai trò quan trọng trong việc cung cấp thông tin dẫn đến chiến thắng Yorktown) ông đã đề xuất sử dụng họ làm binh sĩ cho cuộc cách mạng. Từ năm 1783, qua việc thư từ với Washington, La Fayette đã đề xuất tới việc bãi bỏ chế độ nô lệ và sắp xếp cho họ trở thành những tá điền. Khi Washington vẫn do dự, La Fayette mua một vùng đất ở Guyane thuộc Pháp và thí nghiệm cho việc bãi nô. Trở về Pháp, ông tham gia Hội Bạn hữu của người da đen (Société des amis des Noirs), chủ trương bãi nô, chống lại việc buôn bán nô lệ, bênh vực những người da màu.

## Cách mạng Pháp

### Hội nghị các đẳng cấp
Tháng 2 năm 1788, để giải quyết cuộc khủng hoảng tài chính, Louis XVI triệu tập Hội nghị quý tộc, lần đầu tiên kể từ năm 1626. Trong buổi họp, La Fayette đưa ra đề xuất về Hội nghị các đẳng cấp với những đại biểu thuộc ba giới: tăng lữ, quý tộc và bình dân. Năm 1789, sau khi đã được bầu vào Hội nghị các đẳng cấp, La Fayette cùng Thomas Jefferson soạn thảo bản Tuyên ngôn Nhân quyền và Dân quyền, trong đó nêu ra những quyền cơ bản nhất của con người: quyền tự do, sở hữu, tự vệ và chống lại áp bức.
Ngày 5 tháng 5 năm 1789, Hội nghị các đẳng cấp được triệu tập và La Fayette là đại biểu thuộc Đẳng cấp thứ hai với tư cách quý tộc vùng Auvergne-Rhône-Alpes. Khi vua Louis XVI vấp phải sự bất đồng từ phía các thành viên của Hội nghị, ông ra lệnh đóng cửa phòng họp của Đẳng cấp thứ ba, với đại bộ phận thành viên không thuộc về giới tăng lữ và quý tộc. Các nghị sĩ khi tới phòng họp bị sốc khi thấy phòng họp bị khóa và có binh lính canh giữ. Tuy nhiên, thay vì giải tán, họ tập trung tại căn phòng chơi tennis Jeu de Paume, nơi họ tuyên bố thành lập Quốc hội, rồi cùng tuyên thệ sẽ lập nên một hiến pháp mới cho nước Pháp. Ngày 11 tháng 7, La Fayette đệ trình Quốc hội Bản tuyên ngôn nhân quyền và dân quyền mà ông đã chuẩn bị từ trước. Khi tin tức về việc nhà vua thải hồi Bộ trưởng tài chính Jacques Necker loan ra, Camille Desmoulins tập hợp những đám đông nổi loạn được trang bị vũ khí. Để hưởng ứng, Quốc hội thông qua việc thành lập Vệ binh quốc gia, và bầu La Fayette làm Chỉ huy Vệ binh và Phó chủ tịch Quốc hội. Ngày hôm sau, 14 tháng 7, dân chúng công phá ngục Bastille. Ngày 15, Chủ tịch Quốc hội Jean Sylvain Bailly trở thành thị trưởng Paris, người đứng đầu Công xã. Cùng ngày, người ta bắt đầu cho phá bỏ ngục Bastille. Một chiếc chìa khóa của nhà tù nổi tiếng này đã được La Fayette gửi cho Washington, ngày nay trưng bày ở Mount Vernon.

### Vệ binh quốc gia

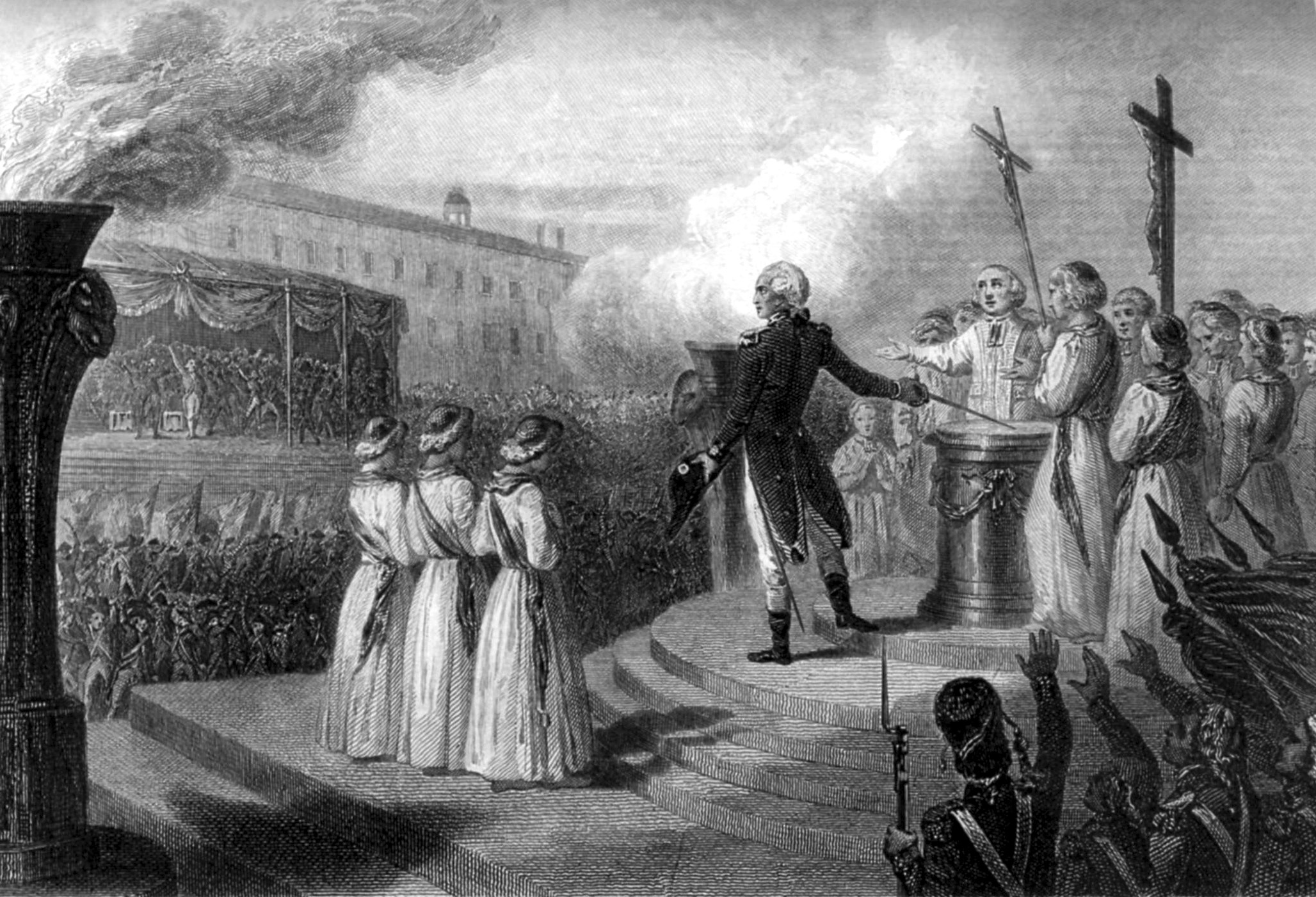
La Fayette tại Fête de la Fédération, lễ hội kỷ niệm 1 năm ngày chiếm ngục Bastille

Nghe tin ngục Bastille bị chiếm, La Fayette vội vã quay về Paris. Khi ông bước lên ban công của tòa thị chính, trông thấy một đám đông đang đánh đập một tu sĩ, ông nhấc bổng đứa con trai của mình lên tuyên bố: "Tôi hân hạnh được giới thiệu con trai của tôi với các bạn." Với việc đám đông mất tập trung, vị tu sĩ được cứu thoát. Trong một buổi mít tinh vài ngày sau đó, ông đề xuất dùng Vệ binh quốc gia để kiểm soát Công xã Paris. Cũng buổi gặp gỡ ấy, La Fayette mang theo một phù hiệu tam tài đỏ trắng và xanh – với hai màu đỏ, xanh của lá cờ Paris – không lâu sau đó đã trở thành màu của quốc kỳ Pháp.
Tham gia Quốc hội lập hiến, La Fayette khẩn khoản kêu gọi khoan dung tôn giáo, cho đại diện của nhân dân, cho việc thành lập tòa án có bồi thẩm đoàn, từng bước bãi bỏ chế độ nô lệ, tự do báo chí, hủy bỏ việc bắt giam tùy tiện cùng các tước vị quý tộc. Các thành viên Quốc hội thảo luận về việc đưa ra phương thức phủ quyết, theo đó cho phép nhà vua bác bỏ các điều luật được Quốc hội thông qua. Thỏa thuận này tỏ ra hợp lý, cho tới khi vua Louis XVI từ chối thông qua bản Tuyên ngôn Nhân quyền. Ngày 5 tháng 10, dân chúng Paris phát hiện ra các lò bánh mỳ trống rỗng trên toàn thành phố, để phản đối và cũng là để phản ứng trước việc nhà vua từ chối phê chuẩn bản Tuyên ngôn, dân chúng Paris nổi dậy kéo tới Cung điện Versailles gây sức ép đòi hoàng gia cung cấp bột mỳ và buộc họ phải trở về thủ đô. Đêm đó, La Fayette tới đánh thức Louis XVI và thay thế hầu hết cận vệ hoàng gia bằng những Vệ binh quốc gia. Trong cơn hỗn loạn, đám cận vệ còn lại bị đám đông nổi dậy giết hại. La Fayette đưa hoàng gia lên ban công cung điện và gắng thuyết phục đám đông trật tự. Những người nổi dậy nhất quyết đưa nhà vua cùng hoàng gia về Paris. Ngày hôm sau, đám đông 60 ngàn người dẫn Louis XVI cùng toàn bộ hoàng tộc về Cung điện Tuileries.
Ngày 28 tháng 2 năm 1791, "Ngày của những con dao găm", La Fayette tới Vincennes ngăn chặn những người nổi loạn đang phá hoại Lâu đài Vincennes, cũng là một nhà ngục giống như Bastille. Cùng lúc đó, phe quý tộc, trang bị dao găm và súng lục, lo sợ cho vua Louis XVI có thể bị tấn công, đổ dồn về Cung điện Tuileries. La Fayette vội vã quay trở lại Paris tước vũ khí của phe quý tộc. Sau khi đàn áp một cuộc bạo loạn khác vào tháng 4 năm 1791, La Fayette quyết định từ nhiệm nhưng không được chấp nhận và ông phải tiếp tục tại chức. Ngày 20 tháng 6 năm 1791, Louis XVI cùng hoàng gia bỏ trốn nhưng bị bắt ở Varennes. Trên cương vị tổng tư lệnh Vệ binh quốc gia, La Fayette chịu trách nhiệm canh giữ hoàng gia. Mặc dù đã cố gắng ngăn chặn, nhưng việc để hoàng gia trốn thoát đã khiến La Fayette bị Georges Danton qui trách nhiệm và trở thành kẻ phản bội trong mắt nhóm Maximilien Robespierre, họ gọi La Fayette là một tên bảo hoàng. Cũng sau việc hoàng gia chạy trốn, nhóm Feuillant tách ra khỏi Jacobin. La Fayette cùng Jean Sylvain Bailly bị xem như nhưng người bảo hoàng lập hiến thuộc nhóm Feuillant.
Ngày 17 tháng 7, trên quảng trường Champ-de-Mars, câu lạc bộ Jacobin tổ chức một buổi biểu tình với ý định phế truất nhà vua và tuyên bố nền cộng hòa. La Fayette, cùng với Bailly, đưa binh lính tới, ra lệnh cho đám đông giải tán. Những người biểu tình bất phục tùng, chế nhạo và tấn công bằng gạch đá. Lính vệ binh trả lời bằng những loạt súng bắn chỉ thiên. Tình trạng hỗn loạn bùng nổ khi từ trong đám đông, một viên đạn bắn về phía La Fayette. Bailly ra lệnh cho quân đội nổ súng. Khoảng 50 người đã thiệt mạng trong sự kiện được mang tên Cuộc thảm sát Champs de Mars. Đây cũng là dấu chấm hết cho sự liên minh giữa phái quân chủ lập hiến và những người cấp tiến như Jean-Paul Marat và Georges Danton. Jean Sylvain Bailly bị xử chém ngày 12 tháng 11 năm 1793 trên chính Champ-de-Mars, "địa điểm mà ông ta đã gây ra tội ác". Sau sự kiện trên, sự khích động ủng hộ bản hiến pháp gia tăng, La Fayette chấp nhận hợp tác với đối thủ của ông là Barnave để nó được thông qua. Kết quả là tài liệu này được nhà vua ký ngày 13 tháng 9, và La Fayette được ban tặng một thanh kiếm để thưởng cho công lao của ông trong việc này.

### Bị kết tội và tù đày
Tháng 12 năm 1791, đứng trước cuộc chiến với Đế quốc Áo, La Fayette giữ vị trí chỉ huy ba đội quân miền Đông. Tình hình ở thủ đô Paris trở nên hỗn loạn khi phái Jacobin tiến hành các cuộc nổi dậy, giết hại đám lính cận vệ Thụy Sĩ của nhà vua và đình chỉ quyền lực triều đình. La Fayette đưa ra tuyên bố hành độ của họ "không hợp hiến". Trả lời lại, phái Jacobin cho rằng La Fayette dính líu tới âm mưu trợ giúp Áo và Phổ tấn công nước Pháp. Ngày 28 tháng 6, La Fayette quay về Paris, yêu cầu Quốc hội đặt phái Jacobin vào trình trạng ngoài vòng pháp luật và sử dụng Vệ binh quốc gia bảo vệ nền quân chủ. Không được chấp thuận, La Fayette đưa binh lính của mình tới Tuileries để bảo vệ hoàng gia, nơi vừa bị những người nổi loạn tấn công vài tuần trước đó. Vương hậu Maria Antonia của Áo lo ngại chính La Fayette, từ chối. La Fayette quay trở lại Metz trong khi nhóm Jacobin và Ủy ban Giám sát ngày càng lớn mạnh. Sau khi La Fayette khước từ lời mời trở thành Tổng thống để đổi lại việc ông từ bỏ nhà vua, phái Jacobin yêu cầu ông phải từ bỏ chức tổng tư lệnh Vệ binh quốc gia và quay về Paris. Galiot Mandat de Grancey thay thế vị trí của La Fayette một thời gian ngắn rồi bị sát hại vào 10 tháng 8 năm 1792. Sau những hành động ủng hộ và bảo vệ nhà vua, La Fayette bị buộc tội phản quốc và kết án vắng mặt ngày 19 tháng 8. Hiểu rằng nếu quay trở lại, ông sẽ bị chặt đầu nên ông quyết định lánh nạn ở Hoa Kỳ bằng cách chạy qua Anh theo ngả Hà Lan. Nhưng cuộc chạy trốn không thành công, La Fayette bị quân Áo bắt tại Cộng hòa Hà Lan rồi chịu tù đày ở Wesel, Vương quốc Phổ.
Tháng 9 năm 1792, giai đoạn đen tối nhất của Cách mạng Pháp, nhà cầm quyền trở nên ngày càng cực đoan, đưa khoảng 1.400 người ra xử tội và giết hại. Adrienne, vợ của La Fayette bị binh lính trung thành với nhóm Jacobin bắt ngày 10 tháng 9 năm 1792 nhưng được thả sau đó. Georges, người con trai duy nhất của họ, cũng phải được gửi tới Hoa Kỳ để tránh bị hành quyết. Trong giai đoạn khó khăn đó, nhiều người vợ của những nhân vật đối nghịch với phe Jacobin phải ly dị để tránh cuộc khủng bố, nhưng Adrienne không làm như vậy, bà phải bán đi tài sản của gia đình, và nhờ Hoa Kỳ cấp hộ chiếu. Vì những lý do chính trị, quốc gia non trẻ này không thể đưa ra một trợ giúp chính thức nào. Dù vậy, họ đã hồi trả cho gia đình 24,4 đô la cho thời kỳ phục vụ quân sự của La Fayette, và cá nhân Washington cũng trợ giúp tài chính cho Adrienne. Khi tình hình rối loạn ở Pháp gia tăng, Adrienne bị bắt lần thứ hai. Phe Jacobin muốn đưa bà lên đoạn đầu đài, giống như "bà, mẹ và chị" của bà. Tổng thống Hoa Kỳ James Monroe đã can thiệp và chính trị gia Gouverneur Morris tuyên bố cái chết của Adrienne sẽ làm tổn hại mối quan hệ giữa Pháp và Hoa Kỳ. Ngày 22 tháng 1 năm 1795, Adrienne được tự do. Mặc dù nhờ James Monroe, toàn bộ gia đình La Fayette được công nhận là công dân Hoa Kỳ, nhưng Adrienne lại tới Wien tiếp kiến hoàng đế Franz II, thỉnh cầu được sống cùng La Fayette đang bị giam giữ. Tuy không hòa hợp, nhưng chính Napoléon Bonaparte là người trả tự do cho La Fayette vào tháng 9 năm 1797 theo yêu cầu của Ban đốc chính, sau 5 năm bị tù đày. Vẫn bị cấm trở về Pháp, La Fayette cùng gia đình sống lưu vong tại Holsten rồi Utrecht. Đến năm 1799, họ trở về lâu đài La Grange của mình ở Seine-et-Marne. Khi trở về, La Fayette vì không muốn phục vụ trong quân đội của Napoléon nên từ bỏ nhiệm sở của mình.

## Thời kỳ Napoléon

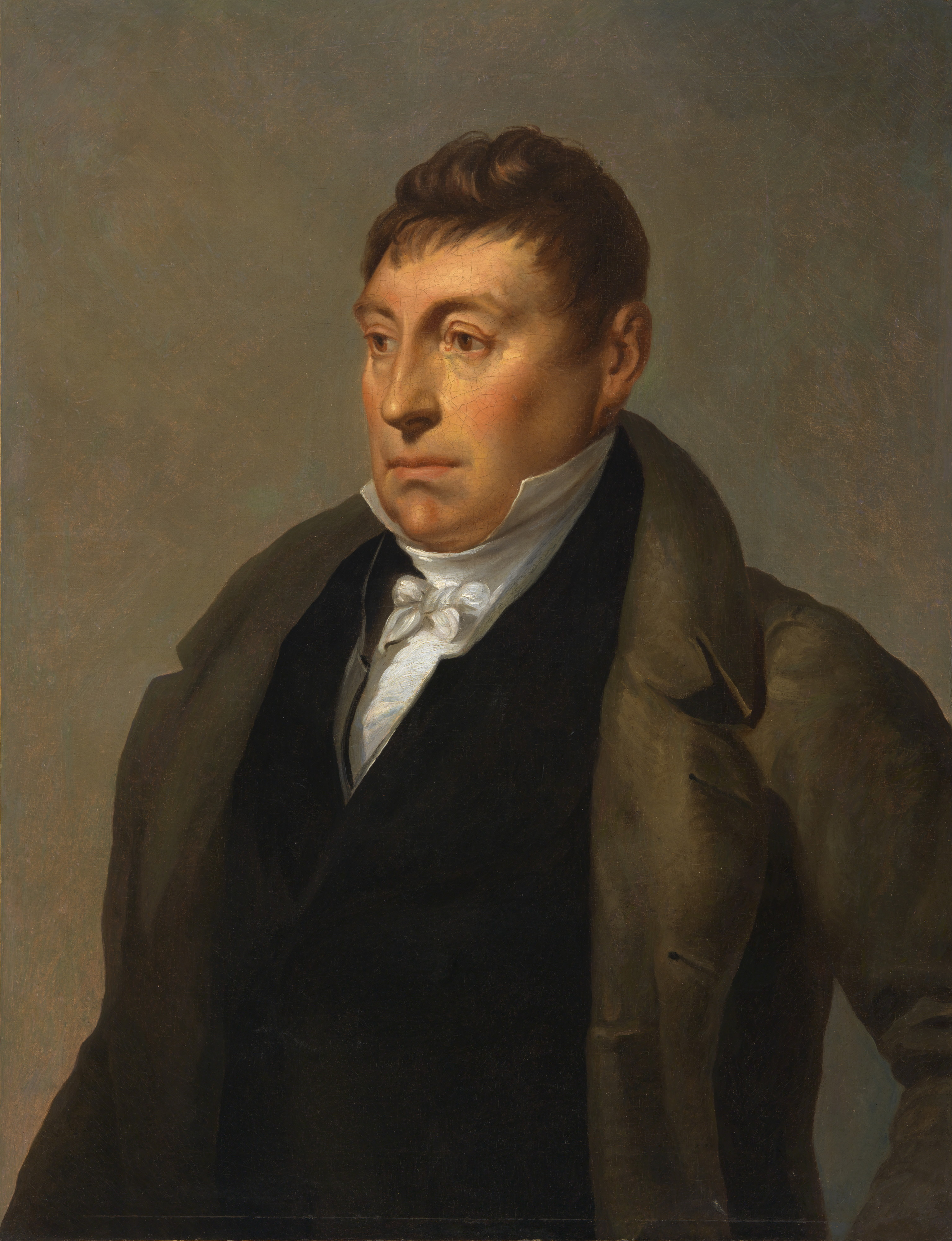
Chân dung La Fayette năm 1825

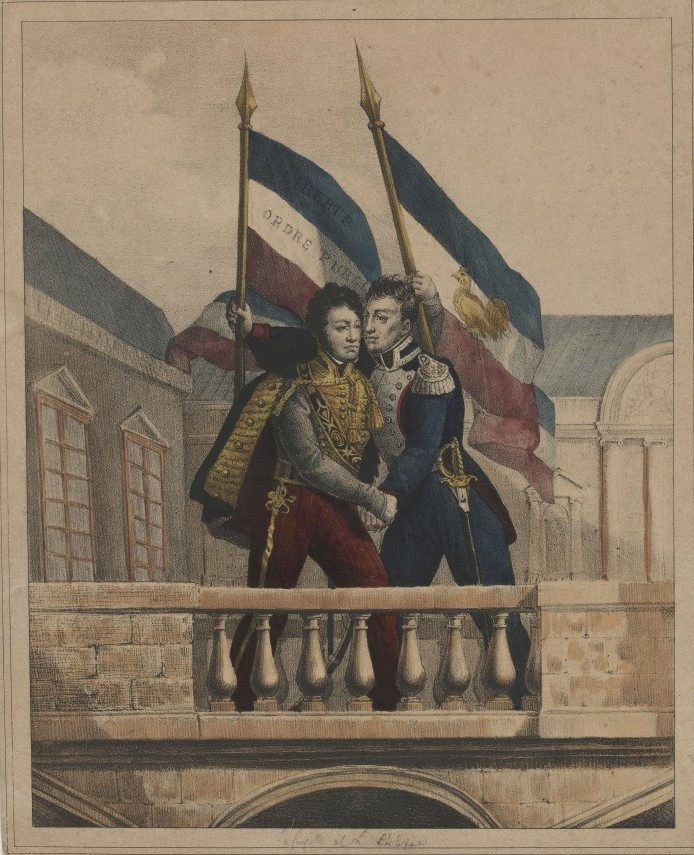
"Cái ôm hôn cộng hòa" của La Fayette và Louis-Philippe I trên ban công Tòa thị chính

Cảm thấy mình không cần thiết trong chính phủ của Napoléon, La Fayette rời bỏ chính trường. Năm 1804, Napoléon xưng hoàng đế sau một cuộc trưng cầu dân ý mà La Fayette không tham gia bỏ phiếu. Ông sống lặng lẽ, nhưng vẫn phát biểu trước công chúng trong những lễ kỷ niệm ngày phá ngục Bastille. Sau thương vụ Louisiana, Thomas Jefferson ngỏ ý mời La Fayette làm thống đốc ở Mỹ, nhưng ông từ chối với những lý do cá nhân và mong muốn hoạt động vì quyền tự do ở Pháp. Trong một chuyến đi tới Auvergne, Adrienne bị ốm. Bệnh scorbut mắc phải thời gian trong tù làm sức khỏe bà càng tồi tệ hơn. Năm 1807, Adrienne bắt đầu hôn mê nhưng vào đêm trước Giáng Sinh, khi gia đình đến quanh giường bệnh, bà đủ tỉnh táo để nói với La Fayette: "Tất cả em thuộc về anh" (Je suis toute à vous). Adrienne mất vào ngày hôm sau, mang triệu chứng nhiễm độc chì.
Nhận lời mời của Tổng thống James Monroe nhân dịp quốc khánh lần thứ 50, La Fayette tới thăm Hoa Kỳ từ tháng 8 năm 1824 tới tháng 9 năm 1825. Ông đã thực hiện một hành trình 6.000 dặm (9.656 km), thăm tất cả các tiểu bang. La Fayette đặt chân đầu tiên tới đảo Staten, New York ngày 15 tháng 8 năm 1824, được chào mừng bằng một buổi lễ có bắn đại bác. La Fayette cũng tới thăm Fayetteville, Bắc Carolina, thành phố Hoa Kỳ đầu tiên mang tên ông. Ngày 17 tháng 10 năm 1824, La Fayette tới Mount Vernon thăm mộ Washington và còn trở lại đây một lần nữa vào cuối tháng 8 năm 1825 trước khi về Pháp. Một đơn vị quân sự đã quyết định lấy tên "Vệ binh quốc gia", theo lực lượng mà La Fayette từng lãnh đạo trong thời kỳ Cách mạng Pháp. Tháng 9 năm 1825, ông trở về trên con tàu USS Brandywine.

## Cách mạng tháng Bảy
La Fayette quay lại chính trường vào năm 1815, giai đoạn Vương triều 100 ngày, khi ông trúng cử vào Văn phòng nghị sĩ. Thời kỳ Bourbon phục hoàng, La Fayette tiếp tục đại diện cho Seine-et-Marne trong Quốc hội. Trên cương vị này, cùng với những uy tín tạo được trước đó, La Fayette một lần nữa giữ vai trò quan trọng trong cuộc Cách mạng tháng Bảy năm 1830.
Sau khi Charles X lên ngôi thay thế người anh trai, hai phe tự do và bảo hoàng cực đoan ngày càng mâu thuẫn. Đỉnh điểm, Chiếu dụ Saint-Cloud ngày 26 tháng 7 đã khiến những người dân Paris nổi dậy, dựng chướng ngại vật khắp thành phố chống lại quân đội hoàng gia. Trong khi đó, các nghị sĩ do dự, không đưa ra được một giải pháp cụ thể. Từ lâu đài La Grange của mình ở Courpalay, Seine-et-Marne, La Fayette về Paris và tham dự buổi họp của các nghị sĩ vào trưa ngày 28. Sáng ngày 29, sau buổi họp tiếp theo tại nhà Jacques Laffitte, các nghị sĩ đồng ý thành lập một ủy ban chịu trách nhiệm quản lý thành phố. Lực lượng Vệ binh quốc gia, vốn bị giải thể vào năm 1827, hình thành trở lại và La Fayette nắm vai trò chỉ huy, cương vị mà gần 40 năm trước đó ông từng giữ. Buổi chiều, La Fayette và ủy ban tới Tòa thị chính của thành phố.
Cuối ngày hôm đó, quân đội hoàng gia bị những người nổi dậy đẩy lui về rừng Boulogne. Ngày 30, phần lớn các nghị sĩ đồng ý phế truất Charles X nhưng do dự nữa nền cộng hòa hay một vị vua mới. Nhóm Jacques Laffitte và Adolphe Thiers ủng hộ Công tước Orléans, tức Louis-Philippe I, cử Charles de Rémusat đến thăm dò ý kiến La Fayette. Ông trả lời: "Công tước Orléans sẽ làm vua". Chiều ngày 31, Louis-Philippe tới Tòa thị chính, tìm kiếm sự ủng hộ của La Fayette. Với hàng động đưa Louis-Philippe ra ban công Tòa thị chính và cùng ôm hôn dưới là quốc kỳ, La Fayette đã chính thức đặt Louis-Philippe lên ngai vàng như lời nhận xét của Chateaubriand.

## Qua đời
Sau Louis-Philippe I lên ngôi, mở ra nền Quân chủ tháng Bảy, La Fayette giữ vị trí chỉ huy Vệ binh quốc gia đến tháng 12 năm 1830 thì từ chức. Ông phát biểu lần cuối trước Nghị viện vào 3 tháng 1 năm 1834. Trong mùa đông năm lạnh và ẩm ướt năm đó, sức khỏe của La Fayette hoàn toàn suy sụp bởi chứng viêm phổi. Mặc dù có hồi phục nhưng tới tháng 5, ông lại ngã bệnh và nằm liệt giường. Ngày 20 tháng 5 năm 1834, La Fayette qua đời. Quan tài của ông được đưa tới nhà thờ Assomption với đám đông các nghị sĩ, thành viên các viện hàn lâm, các quan thức hành chính và quân đội, thành viên Vệ binh quốc gia, những người nước ngoài ở Paris... đến tiễn biệt. Ngày 22 tháng 5, La Fayette được an táng bên cạnh vợ tại Nghĩa trang Picpus với những nắm đất mang về từ Bunker Hill, tiểu bang Massachusetts.
Tại Hoa Kỳ, theo yêu cầu của Tổng thống Andrew Jackson, nghi lễ tưởng niệm La Fayette được tổ chức như với John Adams và George Washington. Hai mươi tư phát đại bác tiễn biệt vị tướng quân, đại diện cho 24 tiểu bang của Hoa Kỳ. Trong 35 ngày, các lá cờ treo ở nửa cột và binh lính quân đội đeo băng tang trong 6 tháng.

## Vinh danh

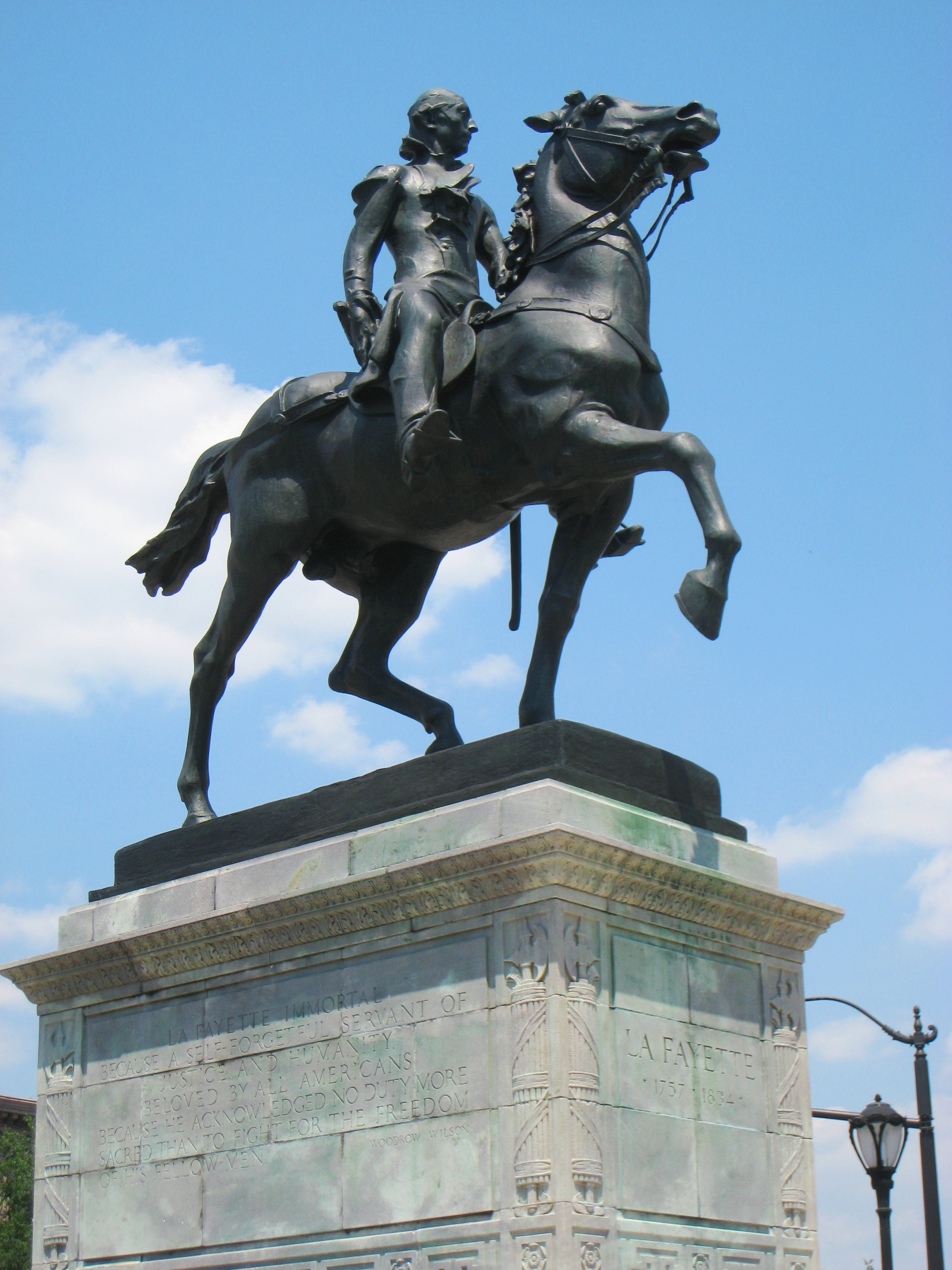
Tượng đài La Fayette ở Baltimore, Maryland

Hiếm có quân nhân nào được vinh danh nhiều lần trong cả lịch sử Pháp và Hoa Kỳ như La Fayette. Mặc dù chỉ phục vụ trong Quân đội Hoa Kỳ gần 5 năm, La Fayette lại nhận được rất nhiều tưởng nhớ và vinh danh từ quốc gia này. Đã có một ngọn núi, bảy quận và rất nhiều địa danh khác trên đất Mỹ được đặt theo tên của La Fayette. Ngay từ năm 1824, chính phủ Hoa Kỳ đã lấy tên ông để đặt cho công viên La Fayette nằm ở phía bắc Nhà Trắng. Không lâu sau đó, đại học La Fayette College được thành lập ở Easton, Pennsylvania năm 1826. Năm 1917 tại New York người ta đã cho khánh thành một tượng đài vinh danh La Fayette sáng tác bởi Auguste Bartholdi, tác giả Tượng Nữ thần Tự do, ngày nay bức tượng được đặt ở công viên Union Square Park. Chân dung La Fayette và Washington được treo trong phòng của Hạ viện Hoa Kỳ. Năm 1958, Đại tá Hamilton Fish III – nghị sĩ và cũng là một sĩ quan kỳ cựu của Mỹ trong Chiến tranh thế giới thứ nhất – sáng lập Huân chương La Fayette trao cho những sĩ quan Mỹ chiến đấu ở Pháp. La Fayette là người đầu tiên trong số 6 người từng được Hoa Kỳ công nhận công dân danh dự. Ông cũng là một trong ba người được công nhận khi còn sống và là người duy nhất được công nhận hai lần, vào 1824 và 2002. Trên khắp nước Mỹ, rất nhiều thành phố, thị trấn, địa phương mang tên La Fayette, hoặc có gốc từ chữ La Fayette như Fayette hay Fayetteville.
Tại Pháp, con tàu Hermione mà La Fayette quay trở lại Mỹ vào tháng 3 năm 1780 đã được phục dựng ở Rochefort, Charente-Maritime. Ở Paris, một con phố mang tên La Fayette cũng trở thành nguồn gốc cái tên của Galeries La Fayette, hệ thống cửa hàng thời trang xa xỉ nổi tiếng. Mặc dù vậy, năm 2007, trong cuộc tranh luận về việc đưa tro thi hài La Fayette vào điện Panthéon, Tổng thống Pháp Nicolas Sarkozy tán thành, nhưng nhà sử học Jean-Noël Jeanneney phản đối và cho rằng La Fayette là một người bảo hoàng không hề có chút tư tưởng cộng hòa. Trả lời lại, nhà văn Gonzague Saint-Bris, tác giả một cuốn tiểu sử La Fayette, phát biểu: "Những con người đặc biệt luôn phục vụ vì lợi ích của nước Pháp hơn là một thể chế, cho dù đó là một nền quân chủ hay cộng hòa".